# Деднеймінґ
Деднеймінґ — це акт звернення до трансґендерної або/та небінарної особи за іменем, яке вони використовували до переходу, наприклад, за ім’ям при народженні. Деднеймінґ може бути випадковим або навмисною спробою заперечити, висміяти або звести нанівець ґендерну ідентичність людини.
Трансґендерні та небінарні люди, які прагнуть уникнути деднеймінґу, можуть зіткнутися з адміністративними чи бюрократичними перешкодами для зміни своїх імен. Опубліковані автори, які пізніше зробили перехід, можуть бути стурбовані появою свого колишнього імені в записах бібліографічних метаданих, які майже неможливо оновити. Деякі платформи соціальних медіа запровадили політику уникнення деднеймінґу, наприклад стандартизацію використання бажаних імен замість офіційних імен або офіційну заборону практики.

## Концепція
У рамках ґендерного переходу деякі трансґендерні та небінарні люди приймають нове ім’я, часто змінюючи чоловіче чи жіноче особове ім’я на ім’я, яке краще відповідає їхній ґендерній ідентичності. У 2010-х роках трансґендерні активісти популяризували термін deadname (тобто мертве ім’я) для позначення такого колишнього імені. Оксфордський словник англійської мови засвідчує використання deadname у Twitter у 2010 році та використання як дієслова (тобто deadnaming) у 2013 році. Зазвичай цей термін використовується глузливо, маючи на увазі, що називати трансґендерну особу її колишнім іменем неприйнятно. Посібники зі стилю журналістики, практичні посібники для медичних працівників і групи захисту прав ЛҐБТ радять використовувати ім’я та займенники трансґендерів, які самі ідентифікують себе, навіть якщо вони згадуються в минулому, до переходу.
Транс-люди, які хочуть уникнути деднеймінґу, іноді можуть стикатися зі значними бюрократичними та адміністративними перешкодами. Сама зміна юридичного імені вимагає часу, грошей і зусиль. Змінити відповідну інформацію, таку як імена, електронні адреси, розклад занять у деяких установах (наприклад, школах), може бути важко.
Подібно до місґендерінґу, деднеймінґ може бути формою відкритої агресії або мікроагресії, що вказує на те, що ціль не повністю сприймається як член суспільства. Трансґендерні активісти вважають, що деднеймінґ зі сторони ЗМІ жертв вбивств і відомих знаменитостей є порушенням приватного життя та фактором, що сприяє трансфобії.
Деднеймінґ також може бути зроблений випадково людьми, які іншим чином підтримують транс-індивідів, наприклад членами родини чи друзями, які ще не звикли використовувати нове ім’я транс-особи. Проте неодноразові випадки навіть випадкового деднеймінґу можна вважати неповагою.
Крістофер Рід, професор історії та дослідник квір-культури, стверджував, що заперечення проти деднеймінґу «гальмує зусилля, спрямовані на самосприйняття та інтеграцію». Ґрейс Лейвері стверджувала, що свобода використання деднеймінґу не охоплюється принципами академічної свободи. Суперечки навколо легітимності деднеймінґу призвели до суперечок у ЛҐБТ-спільноті, причому одні заявляли, що деднеймінґ сам по собі є відчутною шкодою, а інші стверджували, що контроль за використанням деднеймінґу нагадуватиме «табір перевиховання».
Квір-науковець Лукас Кроуфорд висунув теорію про те, що деякі трансґендери наполягають на запобіганні деднеймінґу частково як стратегії перспективного самоствердження: «наполягаючи на першорядності сьогодення, намагаючись стерти минуле або навіть емоційно відносячи своє «справжнє я» до майбутнього, цього невловимого місця, де доступ (до переходу, охорони здоров’я, житла, прийнятної зарплати тощо) і соціальна життєздатність, як правило, здається більш рясною.». Виправлення деднеймінґу третіми особами вважають способом підтримки транс-людей.

## Правозастосування
Критик трансгендерної ідеології вважає, що зміна імені та заборона деднеймінґу дозволяють фактично переписати історію життя, приховавши записи про кримінальні правопорушення, вчинені особою до зміни імені. Розкриття попередніх офіційних імен вимагається при балотуванні на виборні посади у штаті Огайо.